# J.D. Cannon
John Donovan "J.D." Cannon (Salmon (Idaho), 24 april 1922 – Hudson (New York), 20 mei 2005) was een Amerikaans acteur.

## Biografie
Cannon heeft in 1940 zijn diploma van de high school in zijn geboorteplaats gehaald. Hierna heeft hij gestudeerd aan de American Academy of Dramatic Arts in New York, zijn studie heeft hij onderbroken doordat hij verplicht in dienst moest om mee te vechten in de Tweede Wereldoorlog van 1942 tot en met 1945. Na zijn studie begon hij met acteren in het theater en speelde hierna in tal van toneelstukken zoals Henry IV: Part 1 en Peer Gynt. 
Cannon begon in 1958 met acteren voor televisie in de televisieserie The Phil Silvers Show. Hierna heeft hij nog meerdere rollen gespeeld in televisieseries en films zoals Cool Hand Luke (1967), Alias Smith and Jones (1971-1972), McCloud (1970-1977), Death Wish II (1982), Murder, She Wrote (1985-1986). Voor zijn rol in de televisieserie McCloud werd hij in 1975 genomineerd voor een Daytime Emmy Award. In 1991 speelde hij zijn laatste rol om hierna van zijn pensioen te genieten.
Cannon is getrouwd geweest tot zijn overlijden op 20 mei 2005 ten gevolge van een natuurlijke oorzaak in zijn laatste woonplaats Hudson (New York).

## Filmografie[4]

### Films
- 1990 Street Justice – als Dante
- 1989 The Return of Sam McCloud – als Peter B. Clifford
- 1989 The Road Raiders – als ??
- 1982 Rooster – als chief Willard T. Coburn
- 1982 Beyond Witch Mountain – als Deranian
- 1982 Death Wish II – als openbare aanklager van New York
- 1981 The Adventures of Nellie Bly – als baas James J. Palmer
- 1980 My Kidnapper, My Love – als Kringlen
- 1980 Pleasure Palace – als Howland
- 1980 Raise the Titanic – als kapitein Joe Burke
- 1980 Top of the Hill – als Frank Langrock
- 1980 Ike: The War Years – als generaal Walter Bedell Smith
- 1979 Walking Through the Fire – als Dr. Goodwin
- 1978 Killing Stone – als sheriff Harky
- 1978 A Double Life – als Frank Blaine
- 1973 Scorpio – als Filchock
- 1973 Lady Luck – als Walter
- 1971 Lawman – als Hurd Price
- 1971 Sam Hill: Who Killed Mr. Foster? – als Mal Yeager
- 1970 Cotton Comes to Harlem – als Calhoun
- 1969 D.A.: Murder One – als Nicholas Devaney
- 1969 The Thousand Plane Raid – als generaal Palmer
- 1969 Heaven with a Gun – als Mace
- 1969 Krakatoa: East of Java – als Danzig
- 1967 Cool Hand Luke – als Red
- 1966 An American Dream – als politie sergeant Walt Leznicki
- 1965 Memorandum for a Spy – als Dr. Webb
- 1964 Fanfare for a Death Scene – als ??

### Televisieseries
Uitgezonderd eenmalige gastrollen.
- 1984 – 1985 Call of Glory – als generaal Hampton – 3 afl.
- 1979 The Misadventures of Sheriff Lobo – als Oscar Gorley – 2 afl.
- 1979 B.J. and the Bear – als Gorley – 2 afl.
- 1979 Ike – als generaal Walter Bedell Smith – miniserie
- 1970 – 1977 Hallmark Hall of Fame – als Pontius Pilate – 2 afl.
- 1977 The Hardy Boys/Nancy Drew Mysteries – als Jason Fox – 2 afl.
- 1977 Testimony of Two Men – als Kenton Campion – miniserie
- 1970 – 1977 McCloud – als Peter B. Clifford – 45 afl.
- 1971 – 1972 Alias Smith and Jones – als Harry Briscoe – 5 afl.
- 1967 Disneyland – als Paul Durand – 3 afl.
- 1961 – 1965 The Defenders – als openbare aanklager – 8 afl.
- 1962 – 1965 The Nurses – als dr. McAllister – 5 afl.
- 1960 – 1961 Play of the Week – als Poins – 2 afl.
- 1960 The United States Steel Hour – als ?? – 2 afl.

### Theaterwerk
- 1981 The Little Foxes – als Horace Giddens
- 1965 Mating Dance – als Oscar Davenport
- 1962 Great Day In the Morning – als Joe McAnany
- 1961 A Shot In the Dark – als Paul Sevigne
- 1960 Henry IV: Part II – als Poins
- 1960 Henry IV: Part 1 – als Poins
- 1960 Peer Gynt – als vreemde passagier
- 1959 Pictures in the Hallway – als schoolhoofd
- 1959 Lysistrata – als Phaidrias
- 1959 The Great God Brown – als ??

- Biblioteca Nacional de España: XX1166583
- Bibliothèque nationale de France: cb14161484b (data)
- International Standard Name Identifier: 0000 0000 5931 1517
- Library of Congress Control Number: n86140030
- Nationale Bibliotheek van Tsjechië: xx0211072
- Nationale Bibliotheek van Israël: 987007329567305171
- Nederlandse Thesaurus van Auteursnamen: 073135062
- Virtual International Authority File: 48255450
- WorldCat: E39PBJjhCCvVY848Fk3WpWVKVC